# Zaharia, episcop în Viena
Zaharia (n. mileniul I d.Hr. – d. 106 d.Hr., Vienne, Auvergne-Rhône-Alpes, Franța) a fost episcop al Vienei, care a fost martirizat în timpul domniei lui Traian.